# Iris sancti-cyri
Iris sancti-cyri är en irisväxtart som beskrevs av Joseph Jules Jean Jacques Rousseau. Iris sancti-cyri ingår i släktet irisar, och familjen irisväxter. Inga underarter finns listade i Catalogue of Life.